# لي بيرس باتلر
لي بيرس باتلر (بالإنجليزية: Lee Pierce Butler)‏ هو أمين مكتبة أمريكي، ولد في 19 ديسمبر 1884 في كلارندون هيلز في الولايات المتحدة، وتوفي في 28 مارس 1953 في برلنغتون في الولايات المتحدة.